# Antonino Papania
Antonino Papania (Alcamo, 16 agosto 1959) è un politico italiano del Partito Democratico ed ex senatore della Repubblica Italiana.

## Biografia
La sua militanza politica affonda le radici nel 1984, quando insieme ai rappresentanti di diverse Associazioni e presenze cattoliche e laiche impegnate nel sociale, fonda il movimento "Presenza Sociale" del quale diventa Coordinatore. 

### Assemblea Regionale Siciliana
Consigliere comunale ad Alcamo  con il  Partito Popolare Italiano, Papania nel 1996 è stato eletto deputato dell'Assemblea Regionale Siciliana per il Collegio di Trapani nella lista del PPI, con voti 6.498 di preferenza su 19.289 di lista (33,69%). Rieletto nel 2001, ne La Margherita, con voti 8.130 di preferenza su 19.529 di lista (41,63%)..
Ha ricoperto rilevanti incarichi istituzionali alla Regione: è stato Assessore regionale al Lavoro, Previdenza Sociale, Formazione Professionale ed Emigrazione nella I e II Giunta Capodicasa di centrosinistra (dal 21 novembre 1998 al 10 novembre 1999), e quindi Vice Presidente della Commissione II - Bilancio e Programmazione dal 08-08-2001, e membro della Commissione Antimafia dal 28-12-2001.
Nella tredicesima legislatura dell'ARS, è stato Vice Presidente della II Commissione legislativa permanente Bilancio e programmazione dal 17 aprile 2002, Componente della II Commissione legislativa permanente Bilancio e programmazione dal 7 agosto 2001, Componente della Commissione Antimafia dal 28 dicembre 2001. È stato componente della Commissione CEE e del CNEL, il Consiglio Nazionale per l'Economia e il Lavoro. Estensore e primo firmatario di vari disegni di legge, interrogazioni parlamentari, interpellanze parlamentari, mozioni di indirizzo, ordini del giorno. Si è poi dimesso da deputato regionale, essendo stato eletto Senatore della Repubblica, sostituito il 14 giugno 2005 da Vincenzino Culicchia.

### Elezione al Senato
È infatti eletto per la prima volta al Senato nel maggio 2005, subentrando in sostituzione di Michele Lauria e aderendo al gruppo Margherita - DL - L'Ulivo. Nella XIV legislatura è membro della 4ª Commissione permanente (Difesa) del Senato.
Viene rieletto a Palazzo Madama il 9 aprile 2006, al Senato della Repubblica, nelle liste de  La Margherita, circoscrizione Sicilia e aderisce al gruppo "L'Ulivo". Nella XV legislatura, è eletto Vicepresidente della 8ª Commissione permanente (Lavori pubblici, comunicazioni) e componente del Comitato parlamentare per i procedimenti di accusa. 
Viene riconfermato il 13 aprile 2008 al Senato della Repubblica, anche nella XVI legislatura, nelle liste del Partito Democratico, sempre nella Circoscrizione Sicilia.
Durante questa legislatura è eletto Vicepresidente della 8ª Commissione permanente (Lavori pubblici, comunicazioni), ed è membro della Direzione Nazionale del Partito Democratico; ha anche dato alle stampe, per i tipi della casa editrice L'Espresso di Roma, una raccolta di poesie giovanili, con la prefazione del prof. Roberto Lagalla, Rettore dell'Università degli Studi di Palermo.
Il 3 novembre 2009, il suo factotum Filippo di Maria è stato arrestato in seguito all'operazione Dioscuri che ha messo in difficoltà il clan mafioso di Alcamo dei Melodia.
Alcune intercettazioni della Direzione distrettuale antimafia di Palermo l'hanno sorpreso mentre faceva campagna elettorale per il senatore del PD e procurava a un suo collaboratore (l'assessore comunale di Alcamo Giuseppe Scibilia) elenchi di nomi da inserire come votanti alle primarie in cui il Pd sceglieva nel 2005 il candidato alla presidenza della Regione.
In merito a tali fatti, Papania in un comunicato ha affermato che da nessuna delle conversazioni intercettate emerge che uomini politici o loro diretti collaboratori avessero consapevolezza del ruolo rivestito da Di Maria dando inoltre mandato ai propri legali di querelare Marco Travaglio autore di un articolo su "Il Fatto".
In vista delle elezioni politiche del 2013 si presenta alle primarie dei parlamentari del suo partito ottenendo più di 7 000 preferenze e il posto numero 2 tra i rappresentanti democratici al Senato in Sicilia, tuttavia la sua candidatura viene annullata dal comitato dei garanti del PD il 18 gennaio al fine di "tutelare l'immagine e l'onorabilità" del movimento, come ha dichiarato il presidente della suddetta istituzione Luigi Berlinguer.
Quindi fonda il movimento politico locale "VIA", che sostiene il governo regionale di centrosinistra guidato da Rosario Crocetta. Nel 2022 VIA confluisce nell'Mpa di Raffaele Lombardo. 

## Procedimenti giudiziari
Il 24 gennaio 2002 ha patteggiato davanti al gip di Palermo una pena di 2 mesi e 20 giorni di reclusione (poi tramutata in multa) per abuso d'ufficio, quando ricopriva l'incarico di assessore al lavoro presso la Regione Siciliana.
Nel 2016 è condannato dal tribunale di Trapani a 8 mesi per il reato di voto di scambio , e poi assolto nel 2019.
A settembre 2024 viene arrestato a seguito di un'indagine per voto di scambio elettorale politico-mafioso.
Un altro provvedimento di arresti domiciliari è stato emesso nei suoi confronti a ottobre 2024 per corruzione e frode all’Unione europea.